# Baron Saye i Sele
Baronowie Saye i Sele 1. kreacji (parostwo Anglii)
- 1447–1450: James Fiennes, 1. baron Saye i Sele
- 1450–1471: William Fiennes, 2. baron Saye i Sele
- 1471–1476: Henry Fiennes, 3. baron Saye i Sele
- 1476–1501: Richard Fiennes, 4. baron Saye i Sele
- 1501–1528: Edward Fiennes, 5. baron Saye i Sele
- 1528–1573: Richard Fiennes, 6. baron Saye i Sele
- 1573–1613: Richard Fiennes, 7. baron Saye i Sele
- 1613–1662: William Fiennes, 1. wicehrabia Saye i Sele oraz 8. baron Saye i Sele
- 1662–1674: James Fiennes, 2. wicehrabia Saye i Sele oraz 9. baron Saye i Sele
- 1715–1723: Cecil Twisleton, 10. baron Saye i Sele
- 1723–1730: Fiennes Twisleton, 11. baron Saye i Sele
- 1730–1763: John Twisleton, 12. baron Saye i Sele
- 1763–1788: Thomas Twisleton, 13. baron Saye i Sele
- 1788–1844: George William Eardley-Twisleton-Fiennes, 14. baron Saye i Sele
- 1844–1847: William Thomas Eardley-Twisleton-Fiennes, 15. baron Saye i Sele
- 1847–1887: Frederick Benjamin Twisleton-Wykeham-Fiennes, 16. baron Saye i Sele
- 1887–1907: John Fiennes Twisleton-Wykeham-Fiennes, 17. baron Say i Sele
- 1907–1937: Geoffrey Cecil Twisleton-Wykeham-Fiennes, 18. baron Saye i Sele
- 1937–1949: Geoffrey Rupert Cecil Twisleton-Wykeham-Fiennes, 19. baron Saye i Sele
- 1949–1968: Ivo Murray Twisleton-Wykeham-Fiennes, 20. baron Saye i Sele
- 1968 -: Nathaniel Thomas Allen Fiennes, 21. baron Saye i Sele

Wicehrabiowie Saye i Sele 1. kreacji (parostwo Anglii)
- 1624–1662: William Fiennes, 1. wicehrabia Saye i Sele
- 1662–1674: James Fiennes, 2. wicehrabia Saye i Sele
- 1674–1698: William Fiennes, 3. wicehrabia Saye i Sele
- 1698–1710: Nathaniel Fiennes, 4. wicehrabia Saye i Sele
- 1710–1742: Laurence Fiennes, 5. wicehrabia Saye i Sele
- 1742–1781: Richard Fiennes, 6. wicehrabia Saye i Sele